# Capparis lineata
Capparis lineata là một loài thực vật có hoa trong họ Capparaceae. Loài này được Dombey ex Pers. mô tả khoa học đầu tiên năm 1806.